# Skogskondor
Skogskondor (Cathartes melambrotus) är en fågel i familjen kondorer inom ordningen kondorfåglar. Den förekommer i skogsområden i norra Sydamerika. Arten minskar i antal, men beståndet anses ändå vara livskraftigt.

## Utseende och läte
Skogskondoren är en ganska stor fågel, med en vingbredd på 166–178 centimeter. Fjädrarna på kroppen är svarta och huvudet och nacken, som saknar fjädrar, är varierande i färg från gult till blekt orange. Den saknar syrinx vilket gör att de enda läten den kan producera är grymtningar och svaga väsningar. 

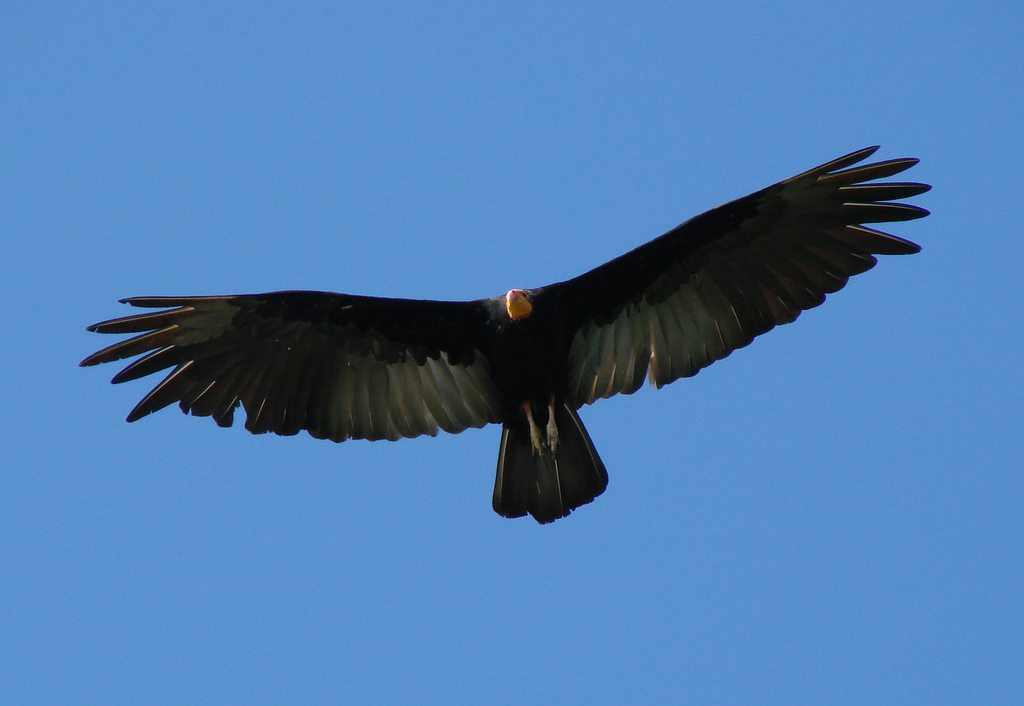

## Utbredning och systematik
Fågeln förekommer från Guyana och södra Venezuela till norra Bolivia och norra Brasilien. Den behandlas som monotypisk, det vill säga att den inte delas in i några underarter. Tidigare ansågs den höra till samma art som savannkondor men utskildes 1964 som en egen art. 

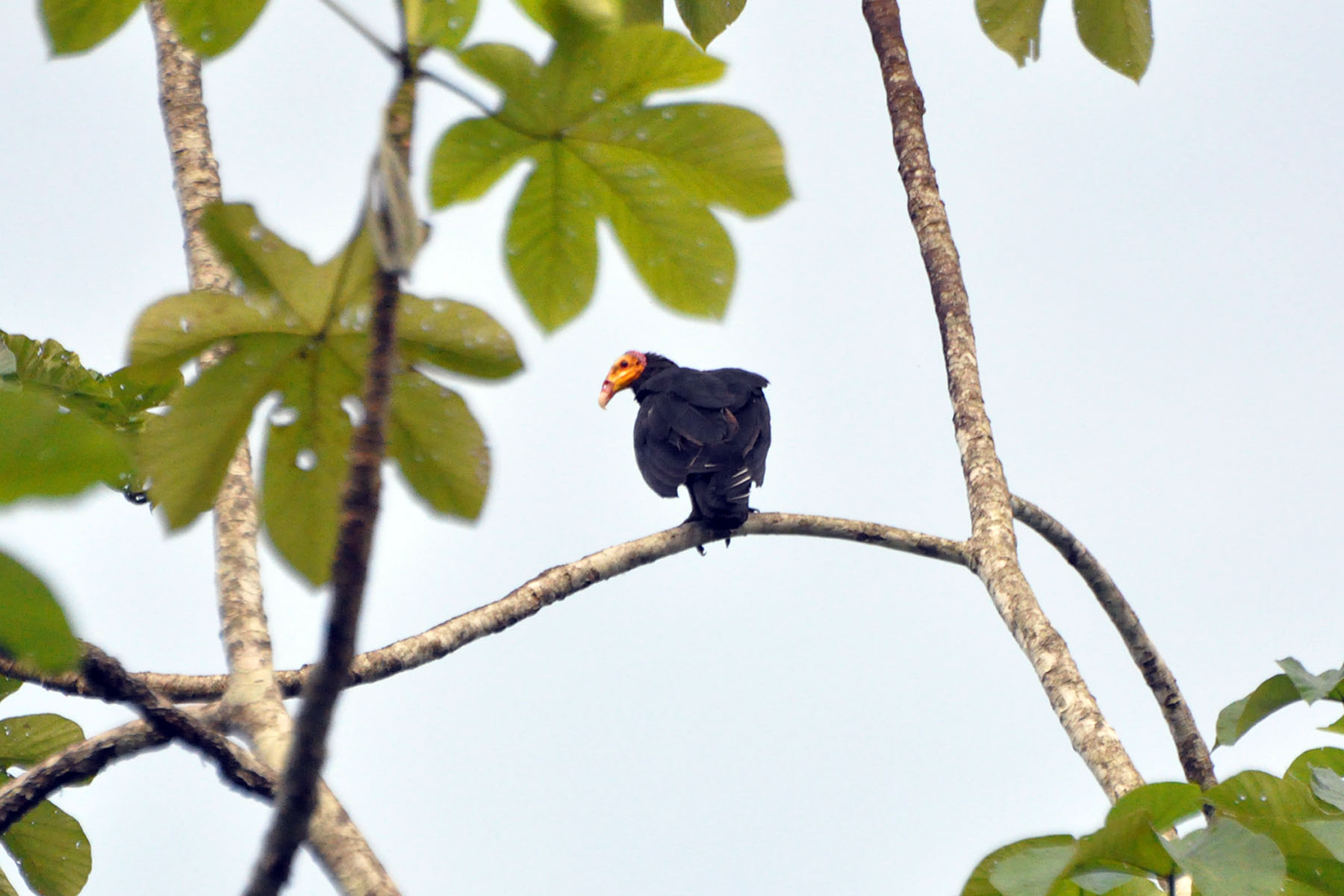

## Levnadssätt
Skogskondoren påträffas i fuktiga skogsområden på låg höjd. Den äter as och hittar djurkropparna med hjälp av synen och luktsinnet, en förmåga som är ovanlig hos fåglar. Den är beroende av att större asätare, till exempel kungskondor, gör hål i kadavrets skinn eftersom den inte har tillräckligt stark näbb för att göra det själv. Liksom andra kondorer använder savanngamen termik för att stiga och hålla sig uppe i luften med minimal ansträngning. Den lägger sina ägg på släta ytor, till exempel grottgolv eller håligheter i stubbar. Den föder sina ungar spy upp mat till dem. 

## Status och hot
Arten har ett stort utbredningsområde och en stor population, men tros minska i antal, dock inte tillräckligt kraftigt för att den ska betraktas som hotad. Internationella naturvårdsunionen IUCN listar därför arten som livskraftig (LC).

## Namn
Arten kallades tidigare skogsgam på svenska, men tilldelades 2024 ett nytt svenskt officiellt namn av Birdlife Sveriges taxonomikommitté för att särskilja från de ej närbesläktade gamarna i gamla världen.